# Кръстьо Горанов
Кръстьо Горанов Анков е български философ и политик от Българската социалистическа партия.

## Биография

### Произход и образование
Кръстьо Горанов е роден на 26 септември 1931 година в град Перник, България. През 1954 година завършва философия в Москва, след което работи в Института по философия, където достига до поста завеждащ секция „Естетика“ (1966 – 1968). През 1959 година става кандидат на философските науки, а през 1968 година – доктор по изкуствознание.

### Професионална кариера
През 1968 – 1970 година Горанов завежда секция „Социология на изкуството и масовите комуникации“ в Института по социология, а през 1970 – 1976 година е директор на Института за култура. От 1968 година преподава във Висшия институт за театрално изкуство, след това негов негов ректор (1976 – 1981). През 1984 година става член-кореспондент на Българската академия на науките.
През 1990 година Горанов е министър на културата в първото правителство на Андрей Луканов.
Кръстьо Горанов умира на 14 февруари 2000 година.